# Bombus imitator
Bombus imitator là một loài Hymenoptera trong họ Apidae. Loài này được Pittioni mô tả khoa học năm 1949.